# اورکاش (روستا)
اورکاش (به قزاقی: Urkash) یک منطقهٔ مسکونی در قزاقستان است که در شهرستان قامیستی واقع شده‌است. اورکاش ۱۵۰ نفر جمعیت دارد.